# Enriqueta Castejón
Enriqueta Castejón Anadón (Azuara, 26 de agosto de 1916-Zaragoza, 4 de enero de 2011) fue una farmacéutica española, y una de las primeras profesionales de esta disciplina de España.

## Biografía
Castejón inició los estudios de Ciencias Químicas en 1932, en Zaragoza, que no pudo acabar hasta 1940, debido al estallido de la Guerra civil española. A la vez que estudiaba Químicas, durante los veranos estudió Farmacia en la Universidad Complutense de Madrid, de la que también se graduó en 1940, con Premio Extraordinario, obteniendo doble licenciatura.
Desde 1935 fue vocal de la Sección Aragonesa de la Sociedad Española de Física y Química.
En 1941 se doctoró en Ciencias Químicas y dio clases en la Universidad de Zaragoza como profesora auxiliar y en el Instituto Miguel Servet durante un breve periodo de tiempo. Abandonó su tarea académica tras su matrimonio con Julián Bernal en 1940, e inició la carrera profesional en la farmacia de su padre, la cual heredó en 1952.
Permaneció trabajando en la farmacia ubicada en el Paseo de la Independencia de Zaragoza toda su vida, durante más de setenta años, convirtiéndose en una referencia para las mujeres farmacéuticas de la ciudad.
En 2005 se fundó la Cátedra de Química y Farmacia “Bernal-Castejón” en la Universidad de Zaragoza, en la que colaboró con el objeto de difundir y contribuir a la investigación y el desarrollo de estas disciplinas.

## Reconocimientos
En 1936, la Universidad de Zaragoza le concedió el Premio Casañal de Investigación por su trabajo “Los electro depósitos de níquel y la composición del electrolito”.
En 1992, recibió el Premio Colegiada de Honor del Colegio de Farmacéuticos de Zaragoza por sus más de 50 años de colegiación.
En 2005, la institución docente Columbus IBS le otorgó un MBA honorífico en reconocimiento a su apoyo a la investigación.
En 2016, el Ayuntamiento de Zaragoza le dedicó una calle de la ciudad en el Barrio Jesús.